# Zarajec
Zarajec – wieś w Polsce położona w województwie lubelskim, w powiecie janowskim, w gminie Modliborzyce. 
W latach 1975–1998 miejscowość administracyjnie należała do województwa tarnobrzeskiego. Według Narodowego Spisu Powszechnego (III 2011 r.) liczyła 247 mieszkańców i była dziesiątą co do wielkości miejscowością gminy Modliborzyce.

## Historia
Źródła podają, że wieś istniała już w roku 1759. Powstała w lasach należących do dóbr stojeszyńskich. Z końcem wieku XVIII Zarajec zamieszkiwało około 181 osób, liczba ta jednak zmalała z powodu późniejszych wojen. W 1846 r. właścicielem Zarajca był Jan Łępicki. Pod koniec XIX i na początku XX wieku wieś uległa parcelacji, w wyniku której powstały inne kolonie. W 1921 roku Zarajec razem z koloniami liczył 56 domów i zamieszkiwany był przez 371 mieszkańców. W okresie międzywojennym na terenie wsi powstała Szkoła Powszechna oraz działało Koło Młodzieży Wiejskiej – Siew. Około 1949 r. przeprowadzono elektryfikację. W 1956 r. powstała jednostka OSP, potem zbudowano remizę i szkołę.